# Das Geheimnis der Druiden
Das Geheimnis der Druiden ist ein 2001 erschienenes Point-and-Click-Adventure des Bremer Spieleentwickler House of Tales.

## Handlung
London, Großbritannien. Scotland-Yard-Ermittler Detective Brent Halligan ist beruflich wie privat ein Verlierer. Seit er Prince Charles in einem wichtigen Fall als Verdächtigen durch die Rasterfahndung geschickt hat, ist er bei seinem Chef und seinen Kollegen unten durch. Zudem nimmt das weibliche Geschlecht von dem etwas unordentlichen Polizisten keine Notiz. Halligan wird in dieser Situation die Aufklärung einer Mordserie übertragen, bei der im Umkreis der britischen Hauptstadt mehrere Menschen grausam getötet und ihnen das Fleisch von den Knochen entfernt wurde. Die Ermittlungen führen Halligan zu der Anthropologin Doctor Melanie Turner, die den Detective darüber aufklärt, dass den Opfern mit einer goldenen Druiden-Sichel das Fleisch entfernt wurde.
Gemeinsam mit dem Wissenschaftler und Schriftsteller Arthur Blake kommt das Duo einem Verschwörerkreis auf die Schliche, welcher den alten keltischen Druidenkult wieder beleben und ihm zur Weltherrschaft verhelfen will. Dazu soll ein mysteriöses Ritual dienen, das in der Vergangenheit unterbrochen worden war und bei dem die Mordopfer und mehrere Säuglinge eine gewichtige Rolle spielen. Drahtzieher der Aktion ist der geheimnisvolle Aristokrat Lord Sinclair, der auf seinem Landsitz eine keltische Kult- und Opferstätte errichtet hat. Halligan und Turner machen sich auf Geheiß von Blake zu einer Brückenruine auf, wo sich ein Zeitfenster befinden soll. Durch dieses gelangen die beiden ins Mittelalter, wo sie das erste Ritual zu verhindern versuchen.
Trotz aller Anstrengungen können sie den dortigen Sinclair-Vorfahren Serstan nicht aufhalten, welcher die beiden wieder zurück in die Gegenwart schickt. Halligan und Turner begeben sich daraufhin nach Stonehenge, wo das jetzige Ritual vollendet werden soll. Mit einem Trick kann Halligan Sinclair überlisten, die Verschwörer vernichten und Bedrohung abwenden. Halligan und Turner werden ein Paar.

## Spielprinzip und Technik
Das Geheimnis der Druiden ist ein 2.5D-Point-and-Click-Adventure. Aus Polygonen zusammengesetzte, dreidimensionale Figuren agieren vor vorgerenderten Kulissen. Mit der Maus kann der Spieler seine Spielfigur durch die Örtlichkeiten bewegen und mit den Maustasten Aktionen einleiten, die den Spielcharakter mit seiner Umwelt interagieren lassen. Halligan kann so Gegenstände finden, sie auf die Umgebung oder andere Gegenstände anwenden und mit NPCs kommunizieren. Mit fortschreitendem Handlungsverlauf werden weitere Orte freigeschaltet. Die Örtlichkeiten sind vorgerenderte Standbilder. Kommunikation mit den NPCs läuft über Multiple-Choice-Menüs ab.

## Produktionsnotizen
2004 wurde Das Geheimnis der Druiden als Special Edition wiederveröffentlicht. Statt der drei CD-ROMs war das Spiel nun auf einer DVD-ROM in entsprechender Hülle sowie in einem weißen Karton untergebracht. Zudem wurde das Spiel optisch und akustisch durch optimierte Grafik, neuen Sound, ein verbessertes Dialogsystem sowie mit zusätzlichen 60 Minuten Hintergrundmusik aufgewertet. Als Zusatz gibt es ein Extra-Menü mit Wallpaper-Bildern aus dem Spiel, Demos zu den Spielen Fenimore Fillmore – The Westerner, Black Mirror und The Moment of Silence sowie zu Letzterem auch einen Teaserfilm, ein beiliegendes Handbuch sowie eine Miniaturausgabe von Brent Halligans Dienstakte. 2015 veröffentlichte der damalige Rechteinhaber THQ Nordic eine auf modernen Computern lauffähige Version des Spiels auf den digitalen Vertriebsplattformen Steam und GOG.
Nicht zu verwechseln ist Das Geheimnis der Druiden mit dem gleichnamigen Textadventure für den Commodore 64, das 1990 als Beilage zu einem Sonderheft der Computerzeitschrift 64’er erschien.

### Deutsche Sprecher
- Detective Brent Halligan: Stephan Schwartz
- Dr. Melanie Turner: Sabine Jaeger
- Arthur Blake / Maglor: Christian Rode

## Rezeption
Die PC Games lobte Story, Rätsel und insbesondere die humorvollen Dialoge des Spiels, bedauerte aber eine veraltete technische Präsentation. Das Fachmagazin Adventure-Treff bezeichnete das Spiel als „netten Rätselspaß“ und „ausbaufähig“ und hob die lebendigen Charaktere sowie gelungene Zwischensequenzen hervor, kritisierte aber steife Animationen, eine im Detail unausgereifte Steuerung, ein lästiges Dialogsystem sowie das die Erwartungen nicht erfüllende Gameplay.